# Manitoba Census Division No. 13
Die Census Division No. 13 in der kanadischen Provinz Manitoba gehört zur Interlakes Region. Sie hat eine Fläche von 1693,9 km² und 49.086 Einwohner (Stand: 2016). 2011 betrug die Einwohnerzahl 46.888.

## Census Subdivisions
Im Folgenden die "Census Subdivisions" („Zensus-Untergliederungen“) der Division No. 13 mit Stand vom Census 2016.
- Brokenhead 4 (Indian reserve)
- Dunnottar (Village)
- East St. Paul (Rural municipality)
- Selkirk (City)
- St. Andrews (Rural municipality)
- St. Clements (Rural municipality)
- West St. Paul (Rural municipality)